# Gwiazda Barnarda
Gwiazda Barnarda (również Gwiazda Strzała) – gwiazda w gwiazdozbiorze Wężownika, niezwykle lekki czerwony karzeł oddalony o około 6 lat świetlnych od Słońca. Ma układ planetarny.
Gwiazda ta została nazwana na cześć amerykańskiego astronoma Edwarda Barnarda, który w 1916 obliczył wartość jej ruchu własnego – 10,4 sekundy kątowej na rok. Jest to największa znana wartość tego parametru, co czyni Gwiazdę Barnarda najszybciej przesuwającą się po nieboskłonie. Gwiazda Barnarda jest najbliższą Słońcu gwiazdą z gwiazdozbioru Wężownika i czwartą po trzech gwiazdach systemu Alfa Centauri spośród wszystkich gwiazd nocnego nieba, nie jest jednak widoczna gołym okiem.
Ze względu na swoją bliskość i dogodne położenie blisko równika niebieskiego, Gwiazda Barnarda jest prawdopodobnie najczęściej badanym i obserwowanym karłem typu widmowego M.
Badania gwiazdy koncentrują się na jej charakterystyce, astrometrii oraz określaniu wartości granicznych mas planet. Na gwieździe Barnarda – jak na wielu innych gwiazdach ciągu głównego typu widmowego M – obserwuje się rozbłyski, takie jak słoneczne.
Istnienie układu planetarnego wokół Gwiazdy Barnarda było długo podejrzewane, ale nie udowodnione. Na początku lat 60. XX wieku, Peter van de Kamp błędnie postulował istnienie co najmniej jednego gazowego olbrzyma na orbicie wokół niej – teza ta była powszechnie akceptowana przez innych astronomów. Obecnie istnienie dużych planet zostało w zasadzie wykluczone, a postulaty van de Kampa odrzucone. Nie była to ostatnia podważona hipoteza na temat planet Gwiazdy Barnarda. Aktualnie (2025) obserwacje wskazują na istnienie czterech małych planet typu ziemskiego, okrążających tę gwiazdę po ciasnych orbitach.
Ze względu na bliskość, Gwiazda Barnarda była brana pod uwagę jako jeden z celów badań skupiających się nad realizacją szybkiej bezzałogowej podróży do pobliskiego systemu gwiezdnego w ramach Projektu Dedal.

## Informacje ogólne
Gwiazda Barnarda, czerwony karzeł typu widmowego M4, jest widoczna tylko za pomocą teleskopu. Jej obserwowana wielkość gwiazdowa wynosi 9,51m, czyli tylko 1/27 jasności najsłabszej gwiazdy, którą można zaobserwować gołym okiem przy dobrej widoczności. Dla porównania, najjaśniejsza gwiazda nocnego nieba – Syriusz, ma jasność -1,5m, a najsłabiej widoczne gwiazdy ok. 6m.
Wiek Gwiazdy Barnarda oceniany jest na 7–12 mld lat, co czyni ją dużo starszą niż Słońce i stawia w szeregu najstarszych znanych gwiazd Wszechświata. Od czasu powstania utraciła znaczną część energii rotacyjnej – jej okresowe zmiany jasności wskazują, że obraca się raz na 130 dni (dla porównania, okres rotacji Słońca to nieco ponad 25 dni). Ze względu na swój wiek, Gwiazda Barnarda długo nie ujawniała aktywności gwiazdowej ludzkim obserwatorom. Jednak w 1998 roku astronomowie zaobserwowali intensywny rozbłysk gwiazdy, kwalifikujący ją jako gwiazdę rozbłyskową. W Ogólnym Katalogu Gwiazd Zmiennych oznaczana jest jako gwiazda zmienna typu V2500 Ophiuchi.

Zmiana pozycji Gwiazdy Barnarda w okresie 1985–2005

Ruch własny gwiazdy jest równy 10,4 sekundy kątowej na rok, co przy jej odległości od Słońca oznacza, że jej prędkość tangencjalna jest równa 90 km/s. Przemieszcza się ona na tle innych gwiazd o ¼ stopnia w trakcie życia człowieka, a więc w przybliżeniu o połowę średnicy Księżyca.
Badania przeprowadzone w 2003 przez Kürstera i współpracowników ujawniły zmiany prędkości radialnej gwiazdy spowodowanej przez jej ruch; dodatkowe wahania prędkości przypisane zostały aktywności gwiazdowej. Prędkość radialna Gwiazdy Barnarda w stosunku do Słońca może być mierzona w oparciu o przesunięcie ku fioletowi. Prędkość ta według danych z bazy SIMBAD jest równa 110,51 km/s. Wynik ten w połączeniu z ruchem własnym oznacza prędkość całkowitą w stosunku do Słońca równą 142,64 km/s. Gwiazda Barnarda zbliża się do Słońca tak szybko, że stanie się najbliższą mu gwiazdą około 11 700 roku n.e., osiągając minimalną odległość 3,8 roku świetlnego. Jednak gwiazda ta będzie wciąż zbyt słaba, by mogła być widoczna gołym okiem. W czasie jej największego zbliżenia, jasność osiągnie wartość 8,5m i od tego momentu będzie stopniowo malała.
Gwiazda Barnarda ma masę około 17% masy Słońca oraz promień 15–20% promienia Słońca. W porównaniu do Jowisza, ma 180-krotnie większą masę, lecz tylko 1,5 do 2,0 razy większy promień. Temperatura efektywna Gwiazdy Barnarda wynosi 3134 ± 102 K, a jasność wizualna osiąga zaledwie 4/10 000 jasności Słońca oraz 34,6/10 000 jasności bolometrycznej Słońca. Gwiazda Barnarda jest tak słaba, że gdyby zastępowała Słońce, byłaby tylko 100 razy jaśniejsza niż Księżyc w pełni. Kilka publikacji dotyczących relacji masa-jasność pojawiło się przed ostatecznym wynikiem prac Dawsona i współpracowników z 2003 roku. Wraz z dokładnym ustaleniem temperatury i jasności, publikacja ta sugeruje, że dotychczasowe szacunki promienia Gwiazdy Barnarda były zaniżone, a nowa poprawna wielkość jest równa 0,20 ± 0,008 promienia Słońca.
W badaniu metaliczności gwiazd karłowatych typu M, gwiazdę Barnarda umieszczono pomiędzy −0,5 a −1,0 w skali metaliczności, co stanowi od 10 do 32% wartości tego parametru dla Słońca. Metaliczność, czyli ułamek masy gwiazdy, na który składają się pierwiastki chemiczne cięższe od helu, pomaga sklasyfikować gwiazdy względem ich populacji w galaktyce. Gwiazda Barnarda wydaje się typowym czerwonym karłem, gwiazdą II populacji. Jednak tego typu gwiazdy mają przeważnie małą metaliczność, natomiast Gwiazda Barnarda ma tę wartość większą niż gwiazdy halo, i jest w zakresie metaliczności gwiazd dysku galaktycznego. Z tego względu oraz z uwagi na jej wysoką prędkość kosmiczną, została ona sklasyfikowana jako „gwiazda II populacji pośredniej”, kategorii pomiędzy gwiazdą halo a gwiazdą dysku.
W 1999 wartości paralaksy absolutnej i jasności absolutnej zostały ponownie określone dzięki badaniom Benedicta i współpracowników, którzy w szerokim zakresie korzystali z Kosmicznego Teleskopu Hubble’a. W 2018 roku opublikowany został pomiar paralaksy gwiazdy wykonany przez sondę astrometryczną Gaia.

## Układ planetarny

### Wczesne poglądy
Po roku 1963, przez dekadę wielu astronomów akceptowało pogląd holenderskiego astronoma Petera van de Kampa, że odkryte zaburzenia w ruchu własnym Gwiazdy Barnarda sugerują orbitowanie wokół gwiazdy co najmniej jednej planety o masie Jowisza lub większej. Van de Kamp obserwował gwiazdę od roku 1938, próbując, wraz ze współpracownikami z obserwatorium Swarthmore College, znaleźć minimalne (rzędu 1 mikrometra) zmiany pozycji obrazu gwiazdy na płytach fotograficznych, które byłyby zgodne z zaburzeniami orbity wskazującymi na towarzyszącą planetę. Obserwacje te prowadziło niezależnie dziesięć osób, a z ich wyników obliczono średnią, w celu uniknięcia indywidualnych błędów. Van de Kamp początkowo postulował obecność planety o masie 1,6 masy Jowisza w odległości 4,4 au na orbicie nieco ekscentrycznej i takie wyniki opublikował w 1969 roku. Później, w tym samym roku zasugerował obecność dwóch planet o masach odpowiednio 1,1 i 0,8 masy Jowisza.

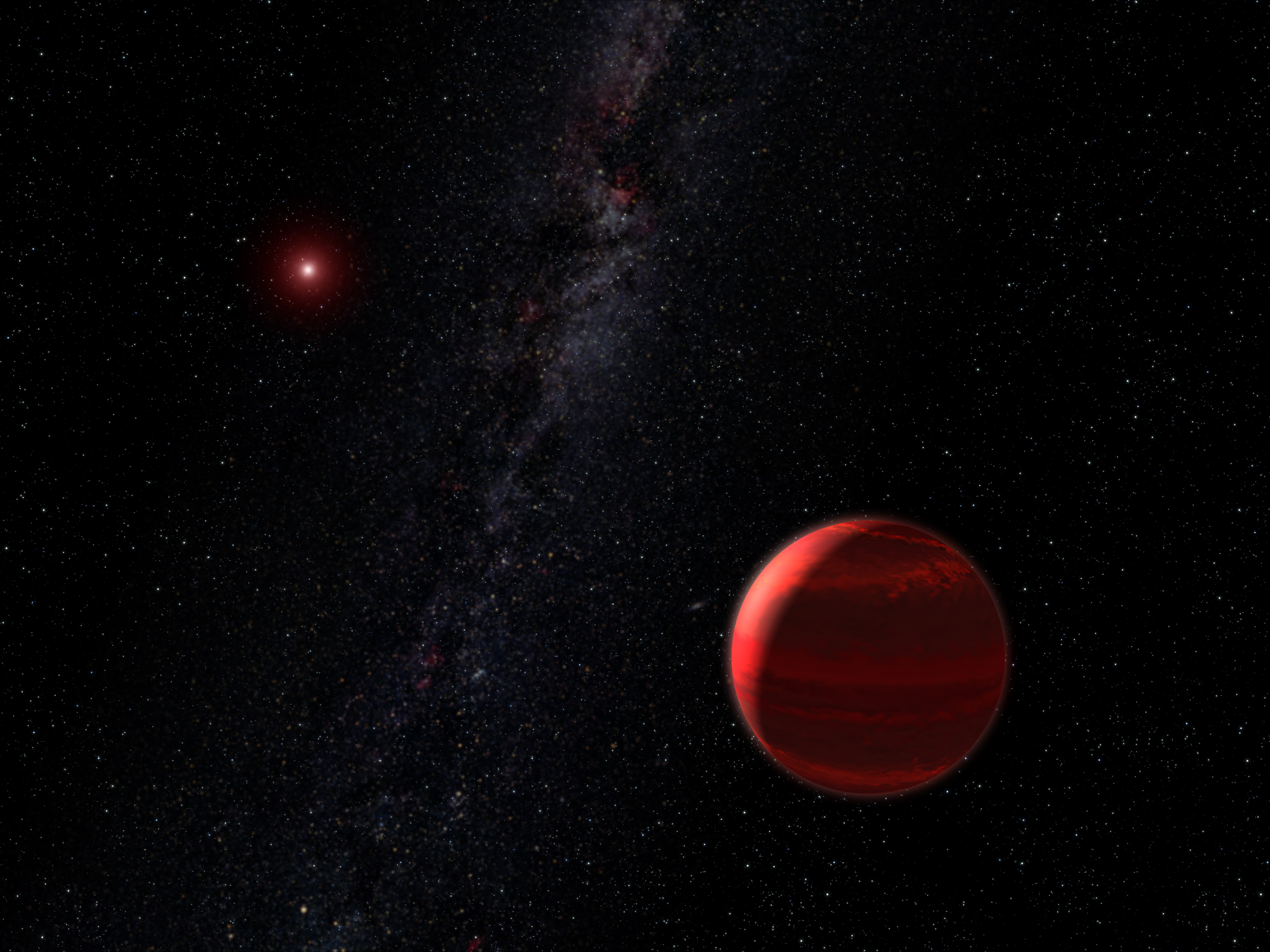
Wizja artystyczna planety okrążającej czerwonego karła.

Inni astronomowie powtórzyli eksperymenty van de Kampa, a dwie istotne publikacje w roku 1973 podważyły postulowaną obecność planety bądź też planet. George Gatewood i Heinrich Eichhorn, korzystając z innych obserwatoriów i nowszych technik fotograficznych, nie potwierdzili istnienia planety na orbicie wokół Gwiazdy Barnarda.
Inna praca, opublikowana cztery miesiące wcześniej przez Johna Hersheya, także korzystającego z obserwatorium Swarthmore, wykazywała takie same zmiany w polu astrometrycznym kilku podobnych gwiazd. Zmiany te występowały do czasu modyfikacji i korekt obiektywów teleskopu.
„Odkrycie” planety było więc zwykłym błędem powstałym przy obrabianiu i przetwarzaniu danych.
Van de Kamp nigdy nie przyznał się do błędu i publikował dalsze artykuły potwierdzające istnienie dwóch planet jeszcze pod koniec 1982 roku.
Wulff Heintz, następca van de Kampa w Swarthmore i ekspert w zakresie gwiazd podwójnych, podawał w wątpliwość uzyskane przez niego wyniki i, chcąc się odseparować od poglądów van de Kampa, opublikował dwa krytyczne artykuły jeszcze przed rokiem 1976.
Choć kontrowersje wokół Gwiazdy Barnarda raczej zaszkodziły badaniom nad planetami pozasłonecznymi, spowodowały popularyzację samego obiektu. W latach 70. XX wieku Gwiazda Barnarda została wybrana jako cel Projektu Dedal, pojawiała się też w literaturze, serialach telewizyjnych i grach komputerowych z gatunku science fiction.

### Teoretyczne parametry planet
Poszukiwania przeprowadzone w latach 80. i 90. były bezowocne, wliczając te z użyciem interferometrii przez Teleskop Hubble’a w 1999. Poprzez dokładniejsze określenie ruchu gwiazdy, ograniczono masę i granice występowania możliwych planet.
Wykrycie planety na orbicie wokół karła typu M, jakim jest Gwiazda Barnarda, jest łatwiejsze niż w przypadku masywniejszych gwiazd, gdyż mniejsza masa powoduje, że perturbacje są większe. Dlatego też Gatewood mógł już w roku 1995 udowodnić, że ciała powyżej 10 mas Jowisza (czyli m.in. brązowe karły) z pewnością nie okrążają Gwiazdy Barnarda; praca ta wzmogła też sceptycyzm nt. możliwości istnienia tam jakichkolwiek planet.
W 1999 badania przeprowadzone z użyciem Kosmicznego Teleskopu Hubble’a ograniczyły masę teoretycznego kompana do 0,8 masy Jowisza, dla ciała które okrążało by gwiazdę w okresie od 1 do 1000 dni. Z kolei Martin Kürster w 2003 roku stwierdził, że wewnątrz ekosfery wokół Gwiazdy Barnarda nie jest możliwe występowanie planet o masie minimalnej (M sin i) większej niż 7,5 mas Ziemi lub o masie większej niż 3,1 masy Neptuna (znacznie mniej niż dolna granica przewidywań van de Kampa).
Choć wyniki te znacznie ograniczyły zakres możliwych właściwości planet wokół Gwiazdy Barnarda, nie wykluczają one istnienia samych planet – przykładowo, planety skaliste są trudne do wykrycia. Poszukiwanie takich planet miało być celem misji Space Interferometry Mission planowanej przez NASA oraz Darwin pod nadzorem ESA, a Gwiazda Barnarda miała być jednym z celów ich poszukiwań. Niestety, obie misje zostały anulowane. Planet wokół Gwiazdy Barnarda ma jednak wypatrywać teleskop kosmiczny Transiting Exoplanet Survey Satellite (TESS), który został wystrzelony na orbitę okołoziemską w 2018.

### Obserwacje w XXI wieku
15 listopada 2018 czasopismo Nature poinformowało o wykryciu sygnału, który uznano za pochodzący od planety krążącej wokół Gwiazdy Barnarda, nazwanej GJ 699 b. Kandydatka miałaby mieć masę 3,2 masy Ziemi i obiegać swoją macierzystą gwiazdę w ciągu 233 dni. W odległości 0,4 jednostki astronomicznej jej temperatura wynosiłaby −170 °C. W 2021 roku ukazała się praca podająca w wątpliwość jej istnienie – sygnał przypisywany planecie może być związany z aktywnością samej gwiazdy. Publikacja z 2022 roku wykazała, że wykryty sygnał jest artefaktem, który można wytłumaczyć splotem aktywności i próbkowania sygnału.
W 2024 roku dzięki obserwacjom instrumentu ESPRESSO na Very Large Telescope wykryto sygnał zmian prędkości radialnej wskazujący na istnienie planety o masie ok. 0,37 M🜨 na ciasnej orbicie, z okresem obiegu 3,15 doby. Badacze wykryli także trzy inne sygnały mogące pochodzić od innych planet mniejszych od Ziemi i nie potwierdzili istnienia planety postulowanej sześć lat wcześniej. Późniejsze niezależne obserwacje przyniosły dalsze dowody istnienia ciasnego układu czterech małych, bardzo podobnych i gorących planet.
| Towarzyszka | Masa minimalna [M🜨] | Okres orbitalny [d] | Półoś wielka [au] | Ekscentryczność |
| ----------- | ------------------- | ------------------- | ----------------- | --------------- |
| Barnard d   | 0,263 ± 0,024       | 2,3402 ± 0,0003     | 0,0188 ± 0,0003   | 0,04 +0,05−0,03 |
| Barnard b   | 0,299 ± 0,026       | 3,1542 ± 0,0004     | 0,0229 ± 0,0003   | 0,03 +0,03−0,02 |
| Barnard c   | 0,335 ± 0,030       | 4,1244 ± 0,0006     | 0,0274 ± 0,0004   | 0,08 +0,06−0,05 |
| Barnard e   | 0,193 ± 0,033       | 6,7392 ± 0,0028     | 0,0381 ± 0,0005   | 0,04 +0,04−0,03 |

## Projekt Dedal
Oprócz badań dotyczących poszukiwania hipotetycznej planety, najlepiej znane prace na temat Gwiazdy Barnarda stanowiły część Projektu Dedal. Podjęty w latach 1973–1978 projekt przewidywał, że błyskawiczna, bezzałogowa podróż do innych systemów słonecznych jest możliwa z użyciem technologii ówczesnych lub wynalezionych w niedalekiej przyszłości. Gwiazda Barnarda została wybrana jako cel częściowo dlatego, że przewidywano istnienie tam planet.
Model teoretyczny przewidywał, że rakiety o napędzie nuklearnym korzystające z reakcji termojądrowych (szczególnie z bombardowania elektronami deuteru i izotopu helu-3) przyspieszając przez 4 lata, mogłyby uzyskać prędkość 12% prędkości światła w próżni. Dotarcie do gwiazdy byłoby możliwe w ciągu 50 lat, krócej niż średnia długość życia człowieka. Wraz z dokładnymi badaniami gwiazdy i teoretycznych towarzyszy, możliwe byłoby zbadanie ośrodka międzygwiazdowego oraz wykonanie podstawowych pomiarów astrometrycznych.
Wstępne modele Projektu Dedal zainicjowały dalsze badania teoretyczne. W 1980 Robert Freitas zasugerował bardziej ambitny plan: sondę von Neumanna, która mogłaby budować z dostępnych sobie materiałów kopie samej siebie. Sondy takie przeznaczone byłyby do poszukiwań i ewentualnego kontaktu z życiem pozaziemskim.
Zbudowana i uruchomiona na orbicie Jowisza sonda o parametrach podobnych do tych z pierwotnego Projektu Dedal, mogłaby dolecieć do Gwiazdy Barnarda w ciągu 47 lat. Po przybyciu do gwiazdy, sonda mogłaby rozpocząć automatyczną reprodukcję, tworząc fabrykę, początkowo do wytworzenia międzyplanetarnych sond eksploracyjnych, a głównym celem byłoby wybudowanie raz na 500 lat kopii oryginalnej sondy.

## Rozbłysk na gwieździe
Zaobserwowanie rozbłysku słonecznego na Gwieździe Barnarda wzmogło zainteresowanie badaniami nad gwiazdą. Zauważony został on 17 lipca 1998 przez Williama Cochrana z Uniwersytetu Teksańskiego w Austin jako zmiana poziomu emisji w widmie emisyjnym. Obserwacja została w pełni przeanalizowana dopiero 4 lata po rozbłysku. Diane Paulson wraz z innymi badaczami z Centrum Lotów Kosmicznych imienia Roberta H. Goddarda zasugerowała, że temperatura rozbłysku wyniosła 8000 K, czyli dwa razy więcej niż temperatura powierzchniowa gwiazdy. Mając na uwadze niezwykle przypadkowe pojawianie się rozbłysków, Paulson stwierdziła, że „gwiazda ta mogłaby być świetnym obiektem do obserwacji przez astronomów amatorów”.

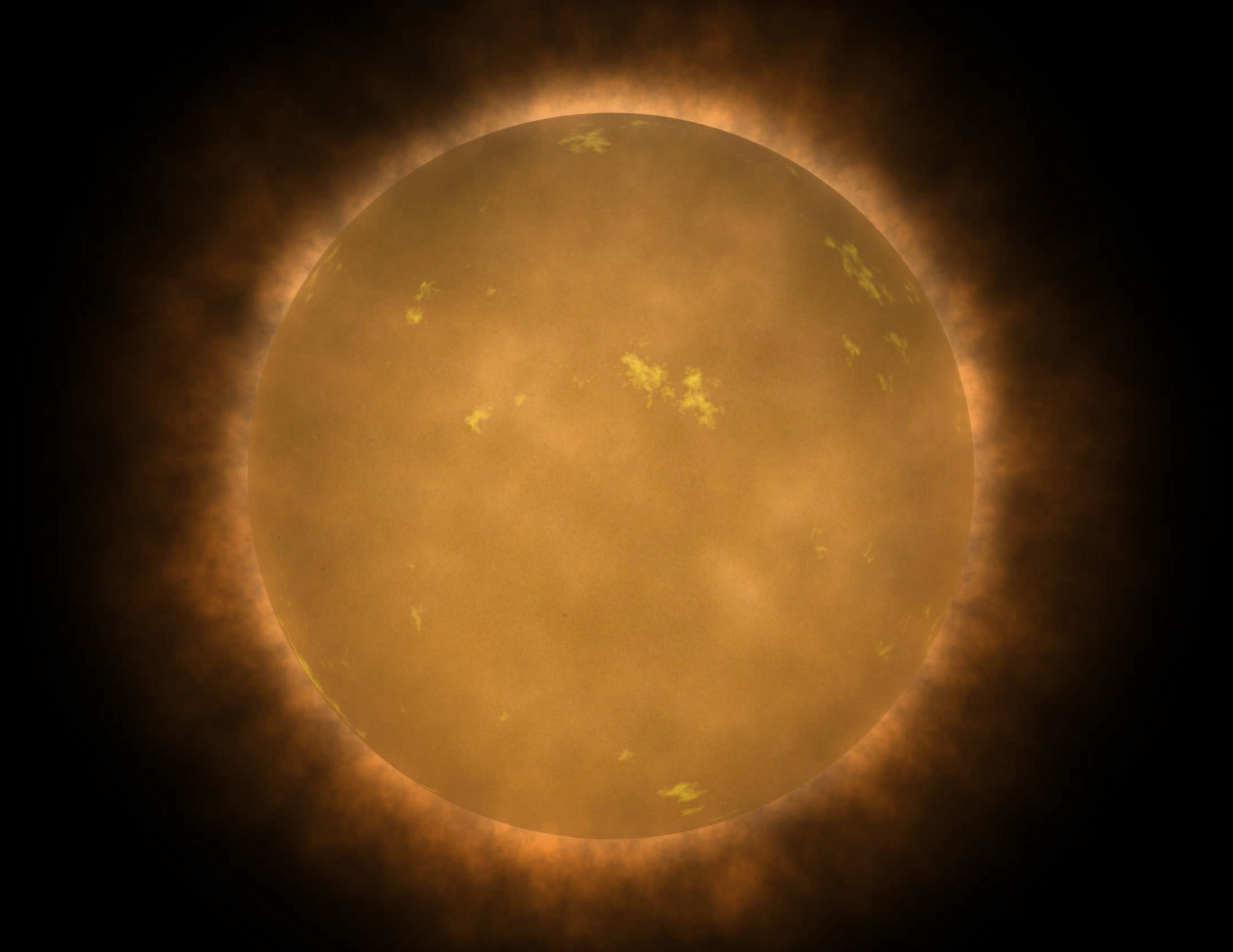
Wizja artystyczna. Gwiazda Barnarda jest czerwonym karłem, podobnie jak większość jej gwiezdnych sąsiadów.

Rozbłysk był zaskoczeniem, ponieważ nie spodziewano się tak intensywnej aktywności w tak długo istniejących gwiazdach. Rozbłyski są powodowane przez silne pole magnetyczne, które tłumi konwekcję plazmy i prowadzi do nagłych wybuchów: silne pole magnetyczne rejestrowane jest na szybko obracających się gwiazdach, podczas gdy długo istniejące gwiazdy spowalniają swą rotację. Wydarzenie o takiej jasności dla gwiazd takich jak Gwiazda Barnarda wydaje się więc być dużą rzadkością, ale w rzeczywistości zaobserwowano już wiele gwiazd typu widmowego M z większą aktywnością. Z badań w dłuższej skali czasowej wynikałoby, że ta jest niewielka; w roku 1998, podczas 130 dni obserwacji, stwierdzono istnienie na gwieździe tylko jednej plamy, która wyemitowała rozbłysk. Być może jednak nie była ona jedyną.
Gwiezdna aktywność tego typu wzbudziła zainteresowanie badaniami Gwiazdy Barnarda jako przykładu dla zrozumienia podobnych gwiazd.
Z badań fotometrycznych w zakresie promieniowania rentgenowskiego oraz ultrafioletu wiadomo o istnieniu rozbłysków w dużej populacji starych karłów typu M w Drodze Mlecznej. Takie badania mają konsekwencje astrobiologiczne: ekosfera systemu planetarnego karłów typu M znajdowałaby się w pobliżu gwiazdy, a planety byłyby pod silnym wpływem rzadkich rozbłysków, wiatrów gwiazdowych oraz obłoków plazmy, której źródłem na Słońcu są wyłącznie rozbłyski i protuberancje, a przed którymi – tak jak Ziemię – mogłaby chronić magnetosfera planety, o ile w tak długo istniejących układach planetarnych jest to możliwe, bo płynne jądro z czasem stygnie i dynamo zanika.

## Otoczenie gwiazdy

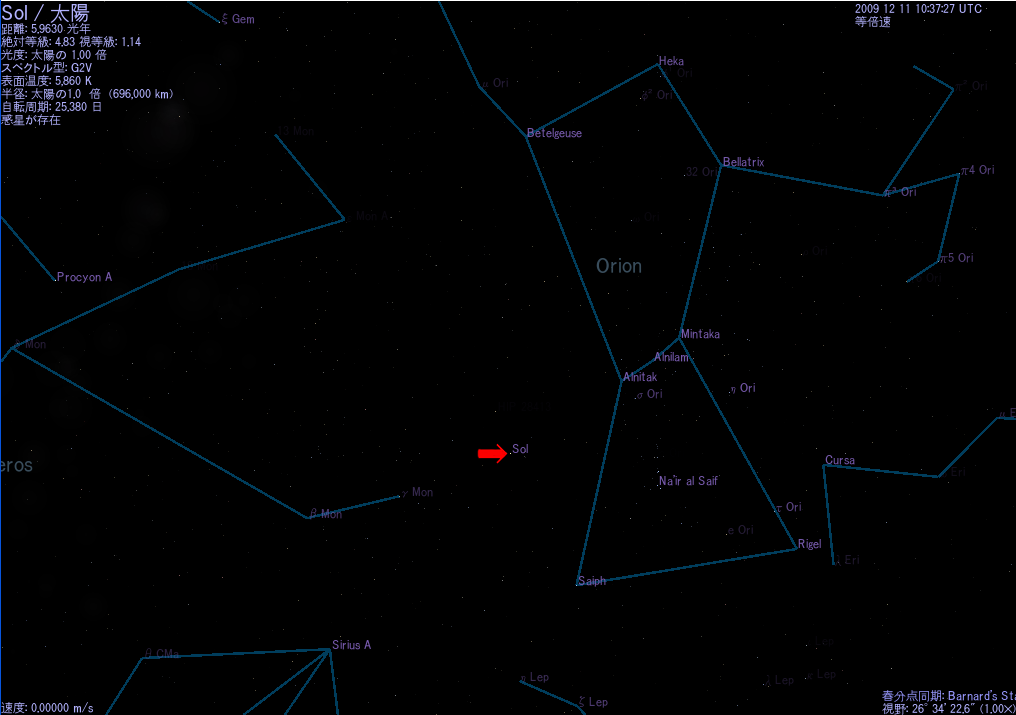
Symulowany widok Słońca z Gwiazdy Barnarda

Ze względu na bliskość równika niebieskiego (4° N) Gwiazdę Barnarda można obserwować z każdego miejsca na Ziemi z wyjątkiem okolic bieguna południowego. Z drugiej strony związane z tym położeniem zjawisko ekstynkcji międzygwiazdowej ogranicza jej widzialność.
Obecnie najbliższym sąsiadem Gwiazdy Barnarda jest czerwony karzeł Ross 154 oddalony od niej o 5,41 roku świetlnego (1,66 parseka). Słońce i system Alfa Centauri są, odpowiednio, kolejnymi najbliższymi gwiazdami. Z pozycji tej gwiazdy, Słońce byłoby widoczne we wschodniej części gwiazdozbioru Jednorożca (współrzędne RA = 05h 57m 48,5s, Dec = −04° 41′ 36″). Wielkość absolutna Słońca wynosi około 4,83m, więc przy dystansie 1,834 parseka Słońce obserwowane stamtąd miałoby jasność porównywalną do Polluksa widzianego z Ziemi.

## Gwiazda Barnarda w kulturze
Gwiazda Barnarda pojawiła się m.in. w następujących pozycjach z nurtu fantastyki naukowej:
- powieści dla młodzieży Gwiazda Barnarda (1987) Edmunda Niziurskiego
- powieści Autostopem przez Galaktykę (1979) Douglasa Adamsa. Gwiazda jest przystankiem dla międzygwiezdnych podróżnych
- powieści Paroksyzm numer minus jeden (1979) Ryszarda Głowackiego. Międzygwiezdna wyprawa wraca z układu Gwiazdy Barnarda, spotykając po drodze obcy statek kosmiczny
- cyklu Hyperion (1989–1997) Dana Simmonsa. Wokół gwiazdy krąży zamieszkana planeta, rodzinny świat dwójki bohaterów powieści: Sola Weintrauba i jego córki Racheli
- powieści Ogród Ramy (1991) Arthura C. Clarke’a i Gentry’ego Lee